# プリズン・ブレイク (第3シーズン)
アメリカ合衆国のテレビシリーズ『プリズン・ブレイク』の第3シーズンは、フォックスにより2007年9月17日より放送が始まった。『プリズン・ブレイク』はアデルスタイン＝パローズ・プロダクションズがラット・テレビジョン、オリジナル・テレビジョン・ムービー、20世紀フォックステレビジョンの協力で製作した。第3シーズンは全13話が2008年2月18日までに放送された。シーズンは脚本家組合ストライキの影響により前2シーズンより短い話数となった。
『プリズン・ブレイク』は冤罪により死刑囚となった兄と彼を脱獄させるために綿密な計画を立てて意図的に投獄された天才的な弟を中心に描かれる。兄弟は第1シーズンで脱獄に成功するが第2シーズンで逃亡を繰り広げた末に追い詰められ、最終的にマイケルが捕まってパナマのSONA刑務所に収監される。第3シーズンではSONAからの脱獄を目指すマイケルと囚人たちが描かれる。
第3シーズンでは前2シーズンまでのうち3人のキャラクターが降板し、新たに4人のキャラクターがメインとして加わる。撮影は引き続きテキサス州ダラスで行われた。

## 製作
『プリズン・ブレイク』はアメリカ合衆国の多くのテレビ番組と違ってハリウッドの外で撮影されており、第1シーズンはイリノイ州シカゴ、第2シーズンはテキサス州ダラスが主要ロケ地となった。第3シーズンも引き続いて主にダラスで撮影されたが、1話あたりの費用はおよそ300万ドルにまで増加した。リンカーンとグレッチェンが屋外でパナマ刑務所からの脱獄を相談する場面のいくつかはパナマ市のカスコビエホで撮影された

## キャスト

### メイン
- ドミニク・パーセル - リンカーン・バローズ（英語版）
- ウェントワース・ミラー - マイケル・スコフィールド
- アマウリー・ノラスコ - フェルナンド・スクレ
- ウェイド・ウィリアムズ - ブラッド・ベリック
- ロバート・ネッパー - セオドア・"ティーバッグ"・バッグウェル
- クリス・ヴァンス - ジェームズ・ウィスラー
- ロバート・ウィズダム - ノーマン・"ルチェロ"・セント・ジョン
- ダナイ・ガルシア - ソフィア・ルーゴ
- ジョディ・リン・オキーフ（英語版） - グレッチェン・モーガン / スーザン・B・アンソニー
- ウィリアム・フィクナー - アレキサンダー・マホーン（英語版）

### リカーリング
- カルロ・アルバン - ルイス・"マクグレディ"・ガリエゴ
- ローレンス・メイソン（英語版） - サミー
- ダヴィ・ジェイ - パポ
- マーシャル・オールマン - LJ・バローズ
- ジョセフ・メレンデス - ラファエル
- カーティス・ウェイン - チェオ
- クリスチャン・ボウマン - キング工作員
- バーバラ・イヴ・ハリス（英語版） - フェリシア・ラングFBI捜査官
- ジョン・S・デイヴィス（英語版） - エリオット・パイク
- クリスタル・マンテコン - カルメリタ
- マニー・ルビオ - ホワン・ニエベス
- カルロス・コンペアン - エスカミーリャ大佐
- アレックス・フェルナンデス（英語版） - ウルタード大尉
- フリオ・セディーヨ（英語版） - メスタス将軍
- キム・コーツ - リチャード・サリンズ内部調査官
- F・J・リオ - オーグスト
- グスタボ・メラド - アルフォンソ・ガリエゴ
- カスチュロ・ゲッラ - ザバラ将軍
- ドミニク・キーティング - アンドリュー・ティグ
- カミーユ・グアティ - マリクルース・デルガド
- サイラス・ウィアー・ミッチェル - チャールズ・"ヘイワイヤー"・パトシック
- レオン・ラッサム - 閣下

## エピソード
| 通算 話数 | シーズン 話数 | タイトル                             | 監督                     | 脚本                                        | 放送日         | 製作 番号 | アメリカ合衆国視聴者数 (百万人) |
| --- | ------------- | ------------------------------------ | ------------------------ | ------------------------------------------- | -------------- | --------- | ------------------------------- |
| 45 | 1             | "ようこそジャングルへ" "Orientación" | ケヴィン・フックス       | ポール・シェアリング                        | 2007年9月17日  | 3AKJ01    | 7.51                            |
| マイケル、ティーバッグ、ベリック、マホーンはパナマのSONA刑務所に投獄される。マイケルは他の受刑者と死ぬまで決闘することを強要される。マイケルは相手を倒すが殺すことができず、相手がルール違反を犯したところをマホーンが殺害することでマイケルを助ける。ベリックは囚人たちのヒエラルキーの最下層となり、同じく下層の囚人と友人になるが、その彼は脱獄を試みて射殺される。一方刑務所外から組織の使いの者がマイケルを訪ね、ジェームズ・ウィスラーを脱獄させるように依頼する。一度は断ったマイケルであったが、LJとサラが人質に取られていることをリンカーンから知らされる。                                                                             |               |                                      |                          |                                             |                |           |                                 |
| 46 | 2             | "第三の男" "Fire/Water"              | ボビー・ロス             | マット・オルムステッド                      | 2007年9月24日  | 3AKJ02    | 7.41                            |
| ウィルスラーの首には懸賞金が掛けられており、それを目当てとする囚人たちから隠れる彼をマイケルは発見できず、ベリックのみが唯一居場所を知っている。一方SONA内では配給の水が無くなってしまい、囚人たちは暴動寸前となり、その間にティーバッグは囚人のボスのルチェロに自分を売り込む。スクレは銃を買ってベリックを脅してマリクルースの居場所を聞き出し、実際にはアメリカに帰国していたことを知る。後に彼は彼女を巻き込まないために再会を諦める決意をする。SONAからの脱出を目指すマホーンはウィスラーを見つけ出して捕まえるが、マイケルが所内の断水問題を解決するとルチェロによりウィスラーの引渡しは拒否される。                                       |               |                                      |                          |                                             |                |           |                                 |
| 47 | 3             | "望みなき者" "Call Waiting"          | ミラン・チェイロフ       | ザック・エストリン                          | 2007年10月1日  | 3AKJ03    | 7.29                            |
| ウィスラーを脱獄させる方法を思いつかないマイケルはリンカーンにサラとLJを見つけるように頼む。マイケルはティーバッグを脅してルチェロの携帯電話を借り、サラと会話する。彼女は彼に居場所の手がかりを与え、リンカーンはそこを見つけ出す。しかしながら彼が2人を救出する前に組織はアジトから逃げ出す。ウィスラーは組織の目的は自身に何かを見つけさせたいことであるとマイケルに話す。ベリックは最下層の立場から脱却する。組織のスーザンはリンカーンに連絡し、二度とサラとリンカーンの救出を試みないように言い、ある箱を差し出す。 |               |                                      |                          |                                             |                |           |                                 |
| 48 | 4             | "フェンス" "Good Fences"             | マイケル・スウィッツァー | ニック・サントーラ                          | 2007年10月8日  | 3AKJ04    | 7.35                            |
| リンカーンは箱からサラの首を見つけ出すが、マイケルにはその事実を隠す。マホーンはヘイワイヤーの幻覚を見て、マイケルが自分を裏切ると聞かされる。ティーバッグはニエベスを殺害し、彼の代わりに麻薬の売人となる。マイケルは刑務所をわざと停電させ、その復旧作業をする。その過程で彼は電気柵も復旧させる。ベリックはマイケルの脱獄計画を密告するが、裏目に出る。リンカーンとウィスラーの恋人のソフィアは脱獄計画の一環としてSONAの墓掘り人の買収を試みるが失敗し、スーザンは墓堀人を射殺する。新たな墓掘り人にはスクレが雇われ、彼は化学物質で電気柵を腐食させる作戦を始める。                                                                         |               |                                      |                          |                                             |                |           |                                 |
| 49 | 5             | "作戦開始" "Interference"            | カレン・ガヴィオラ       | カリン・アッシャー                          | 2007年10月22日 | 3AKJ05    | 7.44                            |
| 期日を守ると夜間の脱獄が困難であるため、マイケルは昼間に実行する計画を立てる。リンカーンはあえてこれをスーザンに伝えない。SONAに新たに入所した囚人の発言でウィスラーは狼狽し、マイケルの彼への不信感が強まる一方で、リンカーンとソフィアは結束を固める。マイケルは脱獄の確率を上げるために塔の監視員を妨害する作戦を立てるが、偵察中に見つかって裏目に出てしまい、計画に必要不可欠な道具が入った房に鍵がかけられてしまう。ルチェロの従兄弟のオーグストはスクレを雇ってSONAに荷物を送らせる。 |               |                                      |                          |                                             |                |           |                                 |
| 50 | 6             | "3時13分" "Photo Finish"             | ケヴィン・フックス       | セス・ホフマン                              | 2007年11月5日  | 3AKJ06    | 7.69                            |
| マホーンはサリンズとラングと面会し、最終的に司法取引に応じる決意をしてSONAから移送される。先日入所した囚人がSONA内で遺体で発見され、ウィスラーが疑われる。しかしながらルチェロは最終的に仲間のうち一人を殺してこの騒動を終わらせる。リンカーンは監視員のコーヒーに睡眠薬を入れるが、その過程で昼間に脱獄することがスーザンに知られてしまう。マイケルはサラがまだ生存している証拠の写真を見せなければ脱獄を中止すると言い、結局リンカーンは真実を話さざるを得なくされる。サラの死を知ったマイケルはウィスラーに鶏の足を叩きつけ、決闘を申し込む。                                                                                                 |               |                                      |                          |                                             |                |           |                                 |
| 51 | 7             | "オオカミ少年" "Vamonos"             | ヴィンセント・ミシアーノ | ザック・エストリン & カリンダ・バスケス     | 2007年11月5日  | 3AKJ07    | 8.00                            |
| マイケルは決闘騒動に乗じて脱獄を決行しようとするが、計算されていた監視員への逆光が雲によって遮られてしまい失敗し、脱出用の梯子が露呈する。マイケルとウィスラーは決闘を余儀なくされ、どちらかが死ぬまでの戦いが始まる。決着がつく直前、監視員が梯子を発見し、警備隊がSONAに押し入り、脱獄用の房の所有者が脱獄犯とみなされて射殺される。囚人たちからの信頼を失ったと考えたルチェロはマイケルに脱獄計画に加えるように要求する。リンカーンは再びLJを救出しようとするが失敗する。マホーンは審問が延期されたことを知る。最後にウィスラーはスーザンことグレッチェンのために働いていたことが明らかとなり、彼女は彼に脱獄のためのより多くの時間を与える。 |               |                                      |                          |                                             |                |           |                                 |
| 52 | 8             | "強行突破" "Bang & Burn"             | ボビー・ロス             | クリスチャン・トロキー & ニック・サントーラ | 2007年11月12日 | 3AKJ08    | 7.18                            |
| マホーンは組織に不利な証言をすることが求められたが、薬物中毒のために失敗し、SONAに戻されることが決まる。ルチェロは新たな脱獄計画のため、SONAの地下ある放棄された通路を見せる。一方で組織は自らの手で脱獄計画を進め、リンカーンとスクレの殺害を決める。だがリンカーンは暗殺者を返り討ちにする。ソフィアはウィスラーが嘘をついているという証拠を見つける。組織は2機の攻撃ヘリをSONAに送り込むが、マイケルの妨害によりウィスラーの脱出は阻止され、撤退する。だがザバラ将軍によって疑われたマイケルは離れた独房へと連行される。 |               |                                      |                          |                                             |                |           |                                 |
| 53 | 9             | "籠のトリ" "Boxed In"                | クレイグ・ロス・Jr       | カリン・アッシャー                          | 2008年1月14日  | 3AKJ09    | 7.87                            |
| マイケルは脱獄を自白させられるために過酷な独房に入れられる。観念したマイケルはザバラ将軍に全てを話し、ウィスラーはスーザンの正体がグレッチェン・モーガンであることを明かす。彼女を捕らえたザバラは拷問によりLJの居場所を吐かせる。しかしその場所に行ったザバラは彼女により殺される。ベリックは囚人との決闘を余儀なくされ、布に染み込ませたアセトンを使って勝利する。マホーンはSONAに戻り、麻薬の禁断症状に苦しむ。スクレはリンカーンのスパイになったふりをして組織から金を得ることに成功する。ルチェロの側近のサミーはルチェロと取引をする外部の人間のオーグストから拳銃を受け取る。                                                             |               |                                      |                          |                                             |                |           |                                 |
| 54 | 10            | "裏切り者に死を" "Dirt Nap"          | マイケル・スウィッツァー | マット・オルムステッド & セス・ホフマン     | 2008年1月21日  | 3AKJ10    | 7.81                            |
| サミーはルチェロに銃を突きつけ、ボスの座を奪う。脱獄計画に加わったティーバッグはベリックにサミーを決闘で殺させようとするが、アセトンが無くなったために彼は敗れる。リンカーンはグレッチェンを殺すために爆弾を購入する。サミーはマイケルを探し出し、脱獄計画を知る。しかしマイケルは事前にトンネルの支えを外していたため、サミーは崩落により死亡する。ルチェロはSONAのボスの座に復帰し、リンカーンはマイケルにウィスラーが正体を偽っていることを伝える。 |               |                                      |                          |                                             |                |           |                                 |
| 55 | 11            | "7人の夜" "Under and Out"            | グレッグ・ヤイタネス     | ザック・エストリン                          | 2008年2月4日   | 3AKJ11    | 7.35                            |
| グレッチェンはウィスラーから目的の座標を手に入れるためにソフィアを誘拐する。マイケルはSONAを襲った大雨の影響を考慮し、脱獄開始時刻を夕方まで前倒す。マグレディは脱獄チームに加わり、ティーバッグとルチェロは同盟を結び、同じくベリックもマホーンに共闘を持ちかける。リンカーンとスクレの助けによりSONAは停電状態となる。しかしながらスクレはその偽名のために予期せぬトラブルに巻き込まれる。停電の復旧まで僅か30秒という中、ルチェロ、ベリック、ティーバッグはウィスラーにナイフを突きつけることでマイケルたちより先に穴の外へ出る。 |               |                                      |                          |                                             |                |           |                                 |
| 56 | 12            | "天国と地獄" "Hell or High Water"    | ケヴィン・フックス       | ニック・サントーラ                          | 2008年2月11日  | 3AKJ12    | 7.84                            |
| ルチェロ、ベリック、ティーバッグは脱獄を試みるが予想よりも早い電気の復旧のために見つかってしまい、ルチェロは撃たれてしまう。その騒ぎの合間を縫ってマイケル、ウィスラー、マホーン、マグレディは脱獄するが、その過程でウィスラーは鳥類図鑑を落としてしまう。一同は海を泳いで当局から逃れた後、リンカーンが事前に用意していた小屋を使って組織の追跡をかわす。リンカーンは新たな取引場所をグレッチェンに連絡するが、恐れたウィスラーは逃げ出してしまう。 |               |                                      |                          |                                             |                |           |                                 |
| 57 | 13            | "駆引きの行方" "The Art of the Deal" | ネルソン・マコーミック   | マット・オルムステッド & セス・ホフマン     | 2008年2月18日  | 3AKJ13    | 7.40                            |
| マイケルとリンカーンはすぐにウィスラーを捕まえる。マイケルは博物館で人質を交換する作戦を実行する。マイケルは建物の外で狙撃者が待ち構えているのを見越し、わざと博物館の警報を鳴らして安全に全員同時に出ようとするが、ソフィアが撃たれてしまう。マグレディはコロンビアで家族と再会する。SONAの警備兵はスクレの正体を知ると拷問してマイケルの居所を探るが失敗し、スクレは刑務所に収監される。ティーバッグはルチェロを殺害し、SONAを支配下に置く。マホーンはウィスラーと合流し、再び組織に加わる道を選ぶ。マイケルはサラの復讐のため、リンカーンと分かれてグレッチェンを探しに行く。                                                                 |               |                                      |                          |                                             |                |           |                                 |

## ホームメディア
| Prison Break: Season Three                                                                                         | | | | | |
| セット詳細 | セット詳細 | セット詳細 | 特典 | 特典 | 特典 |
| - 全13話 - 4枚組 - アスペクト比 1.78:1 - 字幕: 英語、スペイン語、フランス語 - 英語 (ドルビーデジタル5.1サラウンド) | - 全13話 - 4枚組 - アスペクト比 1.78:1 - 字幕: 英語、スペイン語、フランス語 - 英語 (ドルビーデジタル5.1サラウンド) | - 全13話 - 4枚組 - アスペクト比 1.78:1 - 字幕: 英語、スペイン語、フランス語 - 英語 (ドルビーデジタル5.1サラウンド) | - Season 3: Orientacion featurette - Breakout Episode featurette - Director's Take featurette - Between Takes featurettes - 『ザ・ユニット 米軍極秘部隊』のエピソード: 「不可抗力」 | - Season 3: Orientacion featurette - Breakout Episode featurette - Director's Take featurette - Between Takes featurettes - 『ザ・ユニット 米軍極秘部隊』のエピソード: 「不可抗力」 | - Season 3: Orientacion featurette - Breakout Episode featurette - Director's Take featurette - Between Takes featurettes - 『ザ・ユニット 米軍極秘部隊』のエピソード: 「不可抗力」 |
| 発売日 | | | | | |
| アメリカ合衆国 カナダ                                                                                              | アメリカ合衆国 カナダ                                                                                              | イギリス | イギリス | オーストラリア ニュージーランド | オーストラリア ニュージーランド |
| 2008年8月12日 | 2008年8月12日 | 2008年5月19日 | 2008年5月19日 | 2008年12月3日 | 2008年12月3日 |